# آنتونیو سانتیان
آنتونیو سانتیان (اسپانیایی: Antonio Santillán‎؛ ۱۹۶۶-۱۹۰۹) یک کارگردان فیلم اهل اسپانیا بود.
از فیلم‌ها یا مجموعه‌های تلویزیونی که وی در آن‌ها نقش داشته است، می‌توان به چهار نفر در مرز اشاره نمود.